# Heart of Darkness
Heart of Darkness (с англ. — «Сердце Тьмы») — игра в жанре платформер, разработанная «Amazing Studio» и изданная «Interplay» в 1998 году для PlayStation и PC с операционной системой Windows. В разработке участвовал дизайнер Эрик Шайи, создатель игры Another World.
Игра получила хорошие отзывы и разошлась тиражом в 500 000 копий, однако вскоре «Amazing Studio» обанкротилась по причине того, что разработка игры сопровождалась множественными проблемами.

## Сюжет
Мальчик Энди страдает никтофобией (боязнью темноты). Однажды он засыпает на уроке и учитель в наказание, зная о его слабости, хочет запереть Энди в шкафу, но тут звенит звонок и Энди убегает из класса. Во дворе школы его встречает его верная собака Виски и они вдвоём отправляются в городской парк, где через некоторое время наблюдают солнечное затмение. В момент затмения солнечный диск внезапно превращается в портал в Мир Теней, куда засасывает Виски. Энди бежит домой и забирается в свой домик на дереве, где у него оборудован целый штаб с самодельной ракетой, на которой он переносится в Мир Теней. Сразу после этого он сталкивается с одним из его обитателей, Летающей Тенью, и падает ущелье в Каньоне Смерти, где ракета взрывается, а Энди, вооружённый самодельным электрическим разрядником, начинает отбиваться от других враждебных теней. Через какое-то время на него нападает огромный монстр Мефудока и сжирает оружие Энди, который едва успевает убежать. Забравшись на вершину скалы он видит Цитадель Тьмы, где находится Виски. В это время правящий Цитаделью Хозяин Тьмы приказывает поймать Энди.
Энди минует каньоны и выходит к Болотным Землям, где через некоторое время спасает от одной из теней Амиго — добродушного, но немного глуповатое летающее существо. Амиго уносит Энди в воздух, но внезапно на них нападают тени и Амиго роняет мальчика, который падает в Магическое Озеро. Плывя вниз, Энди замечает светящийся зелёный Магический Камень, который, когда Энди дотрагивается до него, дарует ему свойство стрелять энергетическими разрядами, которыми можно парализовать или уничтожить врага, а также взращивать и уничтожать растения, по которым можно карабкаться. Выбравшись из подводных катакомб Энди вновь встречается с Амиго, и они летят в его деревню, находящуюся на огромном Летающем Острове (остров перевёрнут на 180° и притяжение, соответственно, тоже). На Энди накидываются любопытные аборигены и показывают их единственное яблоко. Энди мощным энергетическим разрядом взращивает из яблока целое дерево, чем приводит жителей в восторг. Энди рассказывает вождю племени, Главному Хончо, что с ним приключилось, но внезапно деревня подвергается атаке теней. Энди выбирается из деревни, взбирается на вершину летающего острова и срывается обратно на Землю Теней. Чтобы не разбиться насмерть, он начинает палить разрядами, выращивает мягкий цветок и падает на него. Идя дальше он попадает в Реки Огня, где его норовят сожрать Черви и Теневые Пауки.
Вскоре он вновь встречает Амиго, который просит о помощи — жители его деревни обращаются в тени. Энди направляет их к Магическому Озеру и попадает в Пещеры Гибели, находящиеся под озером, представляющие собой конгломерат гидравлических монолитов, с помощью которых Энди поднимает монолит с Магическим Камнем из озера. Жители деревни заряжаются от камня и отправляются к Цитадели Тьмы, где их уже встречает тьма врагов. Энди в одиночку отправляется спасать Виски и проникает в Логово, которое охраняют Стражники. Ему удаётся добирается до Сердца Тьмы — места заточения Виски, — но его ловят и кидают в камеру, где он наконец встречает пса. Однако Энди удаётся сбежать из камеры и освободить пса, но они волей случая разбегаются в разные стороны. В это время прихвостень Хозяина Тьмы, Злобный, отдаёт тому Магический Камень, который ломает его на куски. Все, кто был заряжен этим камнем утрачивают свойство источать разряды. Энди несясь по Цитадели падает на Мефудоку, который глотает его, но Энди, найдя в желудке Мефудоки свой разрядник, разносит его в клочья и идёт к Злобному, который предлагает помочь собрать обратно Магический Камень. Энди начинает собирать его осколки, за одним из которых ему приходится идти в главный зал. В это время пробегает Виски и Злобный пихает его в бездну тьмы — центр сосредоточия Цитадели. Энди бежит к краю платформы через толпы теней, уворачиваясь от мощных огненных шаров Хозяина Тьмы, прыгает на камень, вставляет осколок и камень падает в бездну. Бездна загорается ярким светом, Цитадель начинает рушиться, Хозяин Тьмы падает и хватается за ногу Энди, который в этот момент висит, ухватившись за край платформы. Хозяин Тьмы спрашивает его, готов ли Энди теперь взглянуть в лицо Тьме, после чего они оба падают в Сердце Тьмы. Цитадель рушится, Амиго и соплеменники, прихватив Злобного, успевают улететь.
Энди оказывается в жутком, тёмном, пронизанным призрачными тенями месте. Он отчаянно отбивается от них, но внезапно темнота исчезает и Энди оказывается в своём домике на дереве и видит Виски. Посчитав, что всё его приключение ему, наверное, привиделось, он отправляется спать домой. Пожелав Виски спокойной ночи он со спокойной душой теперь выключает ночник. Однако далее следует сцена, в которой Амиго и его соплеменники собирают куски ракеты Энди и исследуют уцелевшие в ней его личные вещи, вроде фотоаппарата (таким образом намекается, что приключения Энди не были частью его воображения).

## Разработка
Разработка игры началась в 1992 году и в итоге растянулась на целых шесть лет, потому что разработчики то не могли найти издателя, то не могли определиться с главной платформой игры. Также для автора игры Эрика Шайи это был очень сложный проект, потому что, во-первых, ему впервые пришлось руководить целым штатом разработчиков, а во-вторых, это была для него первая игра с 3D-графикой, которую нужно было выпустить на CD-ROM-носителе.
Изначально основной платформой игры был ПК и игра разрабатывалась при финансовой поддержке компании Virgin Interactive. Впервые демо-версия игры была представлена в марте на ECTS-1995, где сорвала большие овации. Тогда же разработчики заявили, что игра почти готова. В 1996 году издателем игры стала «Sega», которая согласилась заключить контракт при условии, что игра изначально будет выпущена эксклюзивом для её консоли Sega Saturn и только потом на ПК — дата выхода была намечена на октябрь 1996 года. Также, ещё до этого, были заявлены версии для консолей 3DO, CD32 и Jaguar CD, но затянувшийся процесс разработки привёл к тому, что, когда игра была выпущена, выпуск всех этих консолей уже прекратился, потому что они оказались коммерчески неприбыльными и все версии для них были отменены. Была заявлена даже версия для на тот момент разрабатывающейся консоли M2, второй версии консоли 3DO, но после того, как выпуск её предшественницы был прекращён, то разработка данной консоли была отменена, а вместе с ней была прекращена и разработка предназначавшейся для неё версии. По той же причине «Sega» в конечном итоге отказалась издавать игру, потому что её Sega Saturn аналогично к тому моменту потеряла коммерческую привлекательность. В декабре 1996 года Virgin Interactive прекратила финансирование игры. Однако команда Шайи не захотела бросать проект после четырёх лет разработки и где-то девять месяцев проект разрабатывался без какого-либо финансирования, после чего был представлен публике в сентябре на ECTS-1997, где им заинтересовалась Interplay.
Все ролики в игре были созданы с помощью программы 3D Studio, но в какой-то момент разработчики подумывали использовать графические станции Silicon Graphics, но от этой идеи пришлось отказаться из-за их высокой стоимости. Эрик Шайи и Крис Делапорте сами создали все текстуры игры и не использовали библиотеку текстур 3D Studio.

## Оценки
| Сводный рейтинг       | Сводный рейтинг |
| Агрегатор             | Оценка          |
| --------------------- | --------------- |
| GameRankings          | 71,64 %         |
| Русскоязычные издания |                 |
| Издание               | Оценка          |
| «Игромания»           | [ 3 ]           |
| «Страна игр»          | 5/5 (PC)        |